# Jean Désiré Artôt
Jean Désiré Montagney Artôt (* 23. September 1803 in Paris; † 25. März 1887 in Saint-Josse-ten-Noode) war ein belgischer Hornist.

## Leben
Der Vater von Artôt war Solohornist an der Brüsseler Oper, Gitarren- und Violinvirtuose. Als Sänger nannte sich sein Vater Maurice Montagney, ein Name, den auch Jean Désiré benutzte. Jean Désiré erhielt bei seinem Vater sowohl Gesangsunterricht als auch Unterricht auf dem Horn. 1843 wurde er Professor für Horn am Konservatorium in Brüssel, 1849 Solohornist in der Privatkapelle des belgischen Königs.
Artôt schrieb 24 Etüden für Horn sowie Fantasien und Quartette für Hörner und Cornets à Pistons.
Sein Bruder Joseph Artôt war Violinist und Komponist in Brüssel, seine Tochter Marguerite-Josephine-Désirée Artôt eine berühmte Mezzo-Sopranistin.